# Garhi Pukhta
Garhi Pukhta é uma cidade e uma nagar panchayat no distrito de Muzaffarnagar, no estado indiano de Uttar Pradesh.

## Demografia
Segundo o censo de 2001, Garhi Pukhta tinha uma população de 12,104 habitantes. Os indivíduos do sexo masculino constituem 53% da população e os do sexo feminino 47%. Garhi Pukhta tem uma taxa de literacia de 44%, inferior à média nacional de 59.5%: a literacia no sexo masculino é de 52% e no sexo feminino é de 36%. Em Garhi Pukhta, 21% da população está abaixo dos 6 anos de idade.